# Ламардон
Ламардон (осет. Ламардон) — село в Пригородном районе Республики Северная Осетия — Алания. Входит в состав Даргавского сельского поселения.

## Название
Согласно профессору Б. А. Алборову название топонима Ламардон связано с одним из этнонимов некогда обитавших здесь ингушей:
...они называли себя «ламар», «ламуар» или «ламур», что значит по-ингушски «горцы». Местность, заселённая ими, прозвана у окружающих осетин «Ламардон», что значит «ламаров местообитание» или «ламаров вместилище», так как слово «дон» по-осетински имеет значение не только «вода», но и «вместилище».
Так же и по мнению А. Д. Цагаевой название села произошло от сращения вайнахского ламаро «горец» с осетинским дон, т. е. то место, где жили горцы (ламары). Жители более древнего поселения Северный Ламардон Гуццовы, по преданию, пришли сюда из Ассинского ущелья. Местные жители, очевидно, называли их ламар.
В народе же название Ламардон возводят к лæмаргæ дон «сцеживаемая вода». Такое название объясняют тем, что в Южном Ламардоне действительно мало воды. Здесь люди пользуются маленьким ручейком, вытекающим из родника на высоких горных склонах над Ламардоном.

## Географическое положение
Расположено вблизи левого берега реки Мидаграбиндон.
Состоит из двух кварталов — Северный Ламардон (ныне покинуто) и Южный Ламардон (собственно Ламардон).

## Население
| 2002 | 2010 | 2021 |
| ---- | ---- | ---- |
| 42   | ↗48  | ↗52  |

## Достопримечательности
Оборонительные сооружения
- Башня Дзебоевых
- Галуан
- Башня Карсановых
- Башня Дзуцевых
- Жилая башня Дауровых

Погребальные сооружения
- Склеповый могильник (№ 1-7)
- Шесть отдельно стоящих склепов

## Известные жители
В Ламардоне родилась участница Великой Отечественной войны лётчица Илита Даурова.